# Oddense Sogn
Oddense Sogn er et sogn i Salling Provsti (Viborg Stift).
I 1800-tallet var Otting Sogn anneks til Oddense Sogn. Begge sogne hørte til Hindborg Herred i Viborg Amt. Oddense-Otting sognekommune blev ved kommunalreformen i 1970 indlemmet i Spøttrup Kommune, som ved strukturreformen i 2007 indgik i Skive Kommune.
I Oddense Sogn ligger Oddense Kirke.
I sognet findes følgende autoriserede stednavne:
- Frammerslev (bebyggelse, ejerlav)
- Holmhuse (bebyggelse)
- Kåstrup (bebyggelse, ejerlav)
- Lille Ramsing (bebyggelse, ejerlav)
- Næstild (bebyggelse, ejerlav)
- Oddense (bebyggelse, ejerlav)
- Saugstrup (bebyggelse, ejerlav)
- Vestergårde (bebyggelse)